# Provinciale weg 326
De Provinciale weg 326 is een door de provincie Gelderland beheerde autosnelweg tussen Knooppunt Bankhoef en het Palkerplein in Wijchen. Het provinciale gedeelte heeft het wegnummer A326. Na het Palkerplein loopt de weg verder als N326 naar het Keizer Traianusplein in Nijmegen. De N326 is in handen van de gemeente Nijmegen. Sinds 2014 is het gedeelte tussen de Neerbosscheweg en het Keizer Karelplein bewegwijzerd als S103, een stedelijke weg binnen Nijmegen. De aanduidingen N326 zijn op een aantal plaatsen verwijderd en/of overgeplakt met 'S103'.
Het provinciale gedeelte begint op het knooppunt Bankhoef als zijtak van de A50, heeft twee afritten en eindigt op het Palkerplein nabij het industrieterrein Bijsterhuizen op de grens van de gemeentes Nijmegen en Wijchen. Het gemeentelijke deel begint op het Palkerplein. Vanaf daar gaat de weg door als N326 richting Nijmegen. Binnen Nijmegen loopt de weg noordoostwaarts richting het centrum; tussentijds kruist zij het Maas-Waalkanaal. De weg eindigt op het Keizer Traianusplein vlak bij de Nijmeegse Waalbrug.
De weg werd op 12 juni 1975 geopend als provinciale weg S109. De A326 liep oorspronkelijk door tot aan de A73, maar door de aanleg van het Palkerplein eindigt deze sinds 1995 eerder. De kruising met de A73 werd eertijds Knooppunt Lindenholt genoemd. In de richting van Nijmegen naar 's-Hertogenbosch lag oorspronkelijk de verzorgingsplaats Rolenhof die per 1 juli 2003 gesloten is. Deze is in het landschap nog steeds te zien.
Het wegvlak tussen de A50 en het Palkerplein heeft de naam Wezelpad. Tussen het Palkerplein en het Maas-Waalkanaal heet de weg Wijchenseweg en loopt vanaf de Graafsebrug tot het Keizer Karelplein verder als Graafseweg. Als Oranjesingel en St. Canisiussingel wordt hierna het Keizer Traianusplein bereikt.

## Aantal rijstroken en maximumsnelheid
| Traject                                               | Aantal rijstroken | Maximumsnelheid |
| ----------------------------------------------------- | ----------------- | --------------- |
| Knooppunt Bankhoef - Palkerplein                      | 2×2               | 120 km/h        |
| Palkerplein - Voormalig Knooppunt Lindenholt          | 2×2               | 100 km/h        |
| Voormalig Knooppunt Lindenholt - Keizer Traianusplein | 2×2               | 50 km/h         |

° Richting Keizer Traianusplein tussen spoorviaduct en kruising Van Oldenbarneveltstraat/ Stijn Buysstraat 1 rijstrook.

## Externe link

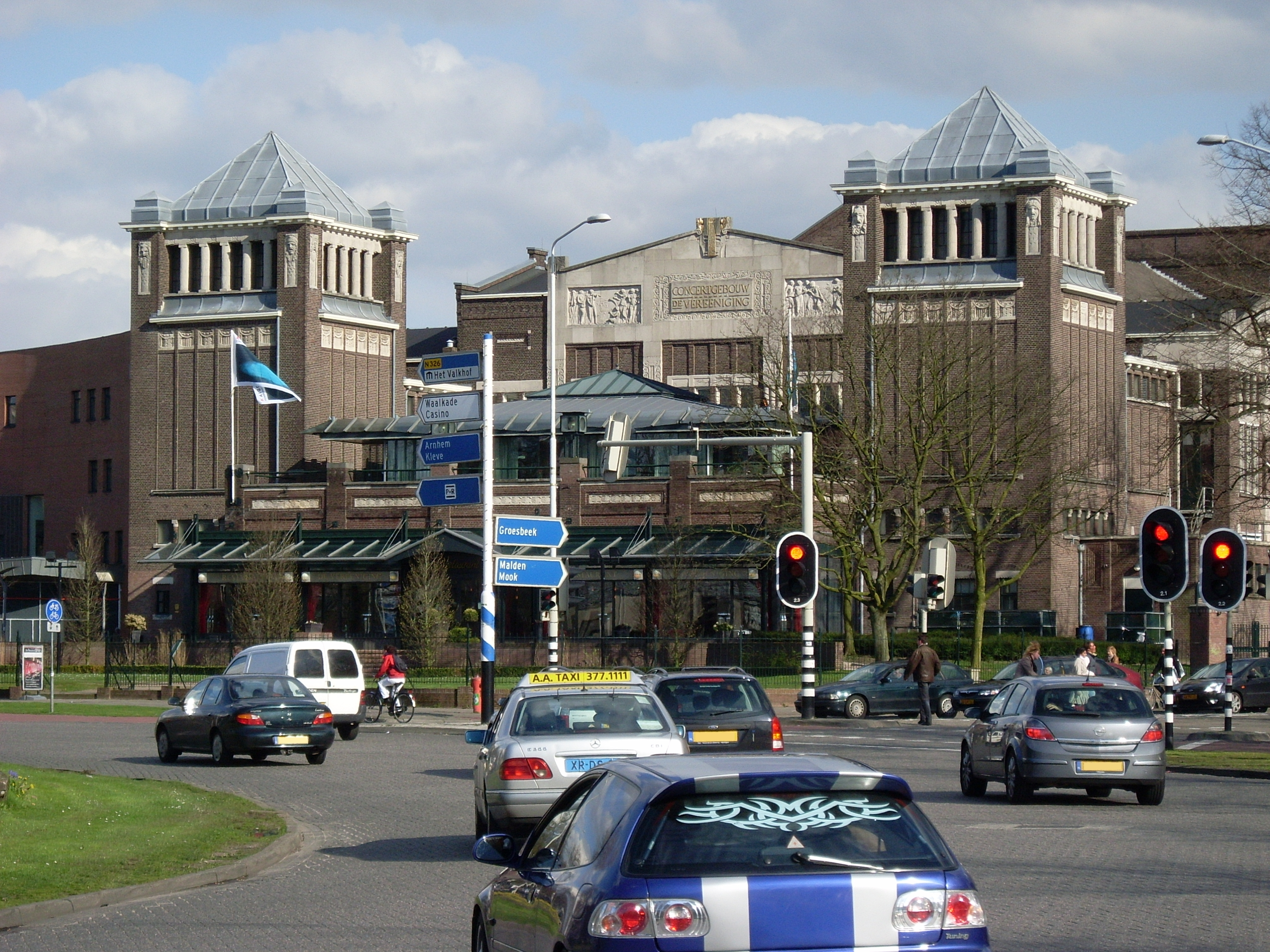
Het Keizer Karelplein in Nijmegen, onderdeel van de N326